# Josari
Josari is een bestuurslaag in het regentschap Ponorogo van de provincie Oost-Java, Indonesië. Josari telt 2559 inwoners (volkstelling 2010).